# Würzel
Würzel, nome artístico de Michael Burston (Cheltenham, 23 de outubro de 1949 - 9 de julho de 2011), foi um músico inglês, ex-guitarrista da banda de heavy metal britânica Motörhead. Ingressou na banda em 1983 gravando ao todo seis álbuns, de 1986 a 1995. Morreu aos 61 anos de idade devido a uma miocardiopatia.